# دوري أبطال أوروبا 1992–93
دوري أبطال أوروبا 1992-1993 فاز فريق نادي مرسيليا للمرة الأولى بهذه البطولة بعد أن تغلب على فريق إي سي ميلان بنتيجة 1-0.أقيمت المبارة النهائية بين الفريقين في مدينة ميونيخ بتاريخ 26 مايو من عام 1993
ولم تدم فرحة الفريق طويلاً إذ ظهرت فضيحة الرشوة الشهيرة التي تورط بها مرسيليا مع فريق فالنسيان في الدوري، وأُسقط النادي إلى دوري الدرجة الثانية وحُرم أيضاً من المشاركة في دوري الأبطال في موسم 1993-1994
أيضا تم إجراء فحص للمنشطات للاعبي الفريق الفرنسي بعد المباراة ورغم أن النتائج كانت إيجابية على كل اللاعبين وأثبتت تعاطيهم للمنشطات المحظورة الا انه لم يتم الأمر بشكل رسمي ولم يتم سحب البطولة من النادي الفرنسي. وفي عام 2006 اعترف أحد اللاعبين القدامى في نادي مرسيليا بتناوله للمنشطات وهو جين جاك ايدلي وسيدون في كتابه الذي يتكلم عن مسيرته الذاتية وقامت إدارة نادي الميلان بمخاطبة الاتحاد الأوروبي من اجل ارجاع اللقب ولا يزال الأمر دائر حتى الآن

## مرحلة المجموعات

### المجموعة أ
| الفريق           | لعب | فاز | تعادل | خسر | له | عليه | ف.أ | نقاط |
| ---------------- | --- | --- | ----- | --- | -- | ---- | --- | ---- |
| أولمبيك مارسيليا | 6   | 3   | 3     | 0   | 14 | 4    | +10 | 9    |
| رينجرز           | 6   | 2   | 4     | 0   | 7  | 5    | +2  | 8    |
| كلوب بروج        | 6   | 2   | 1     | 3   | 5  | 8    | −3  | 5    |
| سيسكا موسكو      | 6   | 0   | 2     | 4   | 2  | 11   | −9  | 2    |

### المجموعة ب
| الفريق       | لعب | فاز | تعادل | خسر | له | عليه | ف.أ | نقاط |
| ------------ | --- | --- | ----- | --- | -- | ---- | --- | ---- |
| إيه سي ميلان | 6   | 6   | 0     | 0   | 11 | 1    | +10 | 12   |
| غوتبورغ      | 6   | 3   | 0     | 3   | 7  | 8    | −1  | 6    |
| بورتو        | 6   | 2   | 1     | 3   | 5  | 5    | 0   | 5    |
| آيندهوفن     | 6   | 0   | 1     | 5   | 4  | 13   | −9  | 1    |

## النهائي
| أولمبيك مارسيليا | 1–0   | إيه سي ميلان |
| ---------------- | ----- | ------------ |
| باسيل بولي 43'   | تقرير |              |